# Cleopatra (cráter)
Cleopatra es un cráter de impacto complejo de 105 km de diámetro en Venus, ubicado a 65,8° de latitud Norte y 7,1° de longitud Este, en Maxwell Montes. El cráter se caracteriza por su doble anillo concéntrico, ligeramente descentrado, y un flujo de roca fundida que se expande desde el punto de impacto hacia el noreste a través de una brecha hasta cotas inferiores, cruzando el anillo exterior. Originalmente se pensó en el origen volcánico de Cleopatra, pero las imágenes obtenidas por la sonda Magallanes confirmaron su condición de astroblema. El nombre del cráter, aprobado en 1992, fue propuesto en homenaje a Cleopatra, reina de Egipto.